# إبراهيم بن أحمد (أمير ساماني)
إبراهيم بن أحمد (تُوفي في القرن العاشر)، كان أمير السامانيين لفترة وجيزة عام 947. وهو ابن أحمد الساماني.

## تولي الحكم
كان لإبراهيم أخ اسمه نصر الثاني، خلف والده أحمد في منصب حاكم السامانيين عام 914. وفي عام 943، خلفه نوح الأول، ابن نصر. خلال هذه الفترة أقام إبراهيم في البلاط الحمداني في العراق. في عام 945، قام نوح الأول بطرد أبو علي الجغاني المحتاج من ولاية خراسان بعد سماع شكاوى عن قسوة حكم الأخير، وسعى إلى استبداله بتركي سمجوري هو إبراهيم بن سمجور. رفض أبو علي قبول إقالته وتمرد. ثم أقنع إبراهيم بالقدوم من العراق، فوافق على ذلك؛ سافر إبراهيم أولًا إلى تكريت، ثم إلى همدان، ثم وصل إلى العاصمة السامانية بخارى، التي استولى عليها بمساعدة أبو علي عام 947، وتوج نفسه حاكمًا للسامانيين.

## أفول حكمه
سرعان ما انتشر تمرد إبراهيم وأبو علي في جميع أنحاء الدولة السامانية، حتى وصل إلى الري في ولاية الجبال. وسرعان ما اعترف الخليفة العباسي بحكم إبراهيم. ومع ذلك، لم يكن يحظى بشعبية لدى أهل بخارى، وسرعان ما رد نوح باستعادة المدينة وعميه لإبراهيم وشقيقيه. ولا يُعرف مصير إبراهيم بعد ذلك.